# Montel Williams
Montel Williams, né le 3 juillet 1956 à Baltimore, Maryland (États-Unis), est un acteur, animateur et producteur de télévision américain et un ancien officier de l'United States Navy et de l'Office of Naval Intelligence,,.

## Biographie

### Naissance
Montel Williams, de son nom complet Montel Brian Anthony Williams, est né le 3 juillet 1956 à Baltimore dans le Maryland. Il est le fils d'Herman Williams Jr., qui est le premier Afro-Américain à être nommé en 1974 capitaine des pompiers (fire chief), puis en 1977 commandant (battalion chief) des pompiers d'une ville majeure aux États-Unis, la métropole de Baltimore,.

### Carrière militaire
Montel Williams entre au lycée Andover High School de Glen Burnie en 1970. En 1974, il rejoint le Corps des Marines des États-Unis et est accepté en 1975 à l'école préparatoire navale de Newport, dont il est le premier marine afro-américain à l'intégrer, et continue ses études à l'Académie navale d'Annapolis, la deuxième plus vieille académie militaire des États-Unis, – où il étudie notamment le mandarin et les stratégies de sécurité internationale – et dont il sort officier en 1980, après un programme de formation de quatre ans, ainsi que diplômé d'un master en sciences de l'ingénieur,,.
Il poursuit sa formation militaire par une spécialisation en cryptologie navale et passe 18 mois à Guam, en mer des Philippines, en tant qu'officier de cryptologie pour le renseignement naval,. Il est nommé ensuite officier de cryptologie de la « Division de soutien de la flotte de sécurité navale » au Fort George G. Meade,, dans le Maryland, en coordination avec la National Security Agency (NSA),, et avec laquelle il participe à l'invasion américaine de l'île de Grenade en 1983,,. Il travaille par la suite à des missions de libération de citoyens américains – généralement des militaires capturés dans des pays étrangers – renvoyés sur le sol américain,. Après 17 ans de service actif et cinq autres en tant que réserviste, Williams prend sa retraite des forces armées actives en 1991 et de la réserve navale nationale (l'United States Navy Reserve) en 1996, avec le grade de lieutenant commander, après 22 ans de service,. 
Officier et fils d'officier décoré, il est honoré à son tour de plusieurs décorations militaires – décernées par le Département de la Marine des États-Unis et le Département de la Défense des États-Unis – pour son engagement dans l'US Navy et pour service rendu à la Nation : de deux Meritorious Service Medal (MSM), de deux Navy Commendation Medal, de la National Defense Service Medal (NDSM), de la Navy Achievement Medal (NAM), de deux Navy Expeditionary Medal, de la Armed Forces Expeditionary Medal (AFEM) et de deux Humanitarian Service Medal (HSM),.

### Carrière télévisuelle
Après son départ de l'armée en 1991 (dont il reste réserviste), il amorce une carrière d'acteur et produit et anime sa propre émission de télévision, le talk-show quotidien The Montel Williams Show (en) – une émission testimoniale d'inspiration et d'encouragement –, syndiqué par la CBS Paramount Television. En 1996, il reçoit le Daytime Emmy Award du meilleur animateur de talk-show américain et est, à nouveau, nommé en 2001 et 2002. 
Souffrant de sclérose en plaques,, il en parle en 2004 dans l'émission Larry King Live, l'un des programmes CNN les plus regardés d'Amérique, au bénéfice de la National Multiple Sclerosis Society (MS Society), fondation pour la recherche médicale et l'éducation sur la sclérose en plaques, qu'il soutient.
Son émission de télévision, The Montel Williams Show, prend fin en mai 2008.
À partir de 2013, il revient sur les plateaux de télévision et anime et coproduit l'émission hebdomadaire Military Makeover: Operation Career sur la chaîne Lifetime TV,, et sur l'American Forces Network,.
En 2017, il coproduit – avec l'acteur Dean Cain et avec les participations narratives de Julian Assange et de George Clooney – le documentaire Architects of Denial, qui analyse les mécanismes du négationnisme des génocides et du génocide arménien, en particulier, à l'occasion de son centenaire.

### Opinions politiques
Autrefois membre du parti républicain, Montel Williams le quitte en 1993. 
En 2016, il soutient publiquement Hillary Clinton dans sa course à la présidentielle, la considérant comme le seul choix raisonnable pour le pays, décrivant Donald Trump – employant la célèbre expression "Clear and present danger (en)"  – comme un "danger sérieux et imminent" pour la Nation.
Brièvement en couple en 2001 avec Kamala Harris, (qui était alors procureure adjointe de district de la « ville et comté de San Francisco »), il twitte en 2020 à son sujet et exprime le "grand respect" qu'il a "pour la vice-présidente Harris",.
Marié et père de quatre enfants, il soutient les droits civiques de la communauté LGBT,.

## Filmographie

### comme acteur
- 1992 : Campus Show (A Different World)[30] (série TV)
- 1993 : Perry Mason: The Case of the Telltale Talk Show Host (série TV) : Boomer Kelly
- 1996 : Educating Matt Waters (téléfilm) : Matt Waters
- 1996 : Matt Waters (série TV) : Matt Waters
- 1997 : État d'urgence (The Peacekeeper) (téléfilm) : Lt. Colonel Northrop[9]
- 1997 : JAG (série TV) - épisode Above and Beyond : Lt Curtis Rivers
- 1999 : Les Anges du bonheur (Touched by an Angel) (série TV) - épisode Into the Fire : Brother David [31]
- 1999 : JAG (série TV) - épisode Rivers' Run : Lt Curtis Rivers
- 2000 : JAG (série TV) - épisode Real Deal Seal : Lt Curtis Rivers
- 2002 : Noon Blue Apples[32] (cinéma)
- 2002 : La Force du destin (All My Children) (série TV) : Judge Pearson
- 2003 : La Force du destin (All My Children) (série TV) : Lui-même
- 2004 : American Candidate (série TV) : Host
- 2005 : Earl (My name is Earl) (série TV) - Saison 1, épisode 4 : Lui-même
- 2007 : Earl (My name is Earl) (série TV) - Saison 2, épisode 18 : Lui-même

### comme producteur
- 1991-2008 : The Montel Williams Show (talk-show TV)
- 2001 : The Simian Line (en)[33] (cinéma)
- Depuis 2013 : Military Makeover[16],[17],[19] (émission TV)
- 2017 : Architects of Denial [30],[21] (documentaire)

### comme réalisateur
- 2000 : Little Pieces (téléfilm)